# Dina Korzoun
Dina Korzoun (russe : Дина Корзун), née à Smolensk le 13 avril 1971, est une actrice soviétique puis russe. 

## Filmographie

### Actrice de cinéma
- 2000 : Transit Palace
- 2005 : Forty Shades of Blue
- 2009 : L'Affaire Farewell
- 2009 : Âmes en stock

### Actrice de télévision
- 2013 : 100 Women
- 2013 : Peaky Blinders

## Récompenses et distinctions
En 2010, pour  la 25e cérémonie des Independent Spirit Awards, Dina Korzun a été nommée dans la catégorie Meilleure actrice dans un second rôle pour le rôle de Nina dans Âmes en stock (Cold Souls).